# 100發100中
『100發100中』（100発100中）是1965年上映的日本電影，本片受到美國電影007的影響很大。

## 演員表
- 安德魯星野：寶田明
- 澤田由美：濱美枝
- 手塚部長刑事：有島一郎
- 青沼武：草川直也
- 小森：平田昭彥
- 墨鏡男：黑部進
- 黄昌齡：多多良純
- 赤月讓介：堺左千夫
- 休伯特·樂布瓦：麥克·達寧
- 松木：伊吹徹
- 健：當銀長太郎
- 玉井警部：石田茂樹
- 赤月幫黨羽：岩本弘司、權藤幸彥、關田裕、須永恒
- 青沼企業社員：伊藤實、古河宏平、久野征四郎
- 守門員：小川安三
- 國道的男子：黑木順
- 香港殺手：柳成延、鈴木茂夫
- 女主人：田邊和佳子
- 刑事同伴：坂本晴哉
- 布瓦的部下：奧斯曼·優素福